# Johann Christoph Sturm
Johann Christoph Sturm, nemški filozof in univerzitetni učitelj, * 3. november 1635, † 26. december 1703.
V najbolj znanem delu Physica Electiva (1697) je napadel Leibniza, zaradi česar je slednji napisal odgovor oz. demantma.